# Daliang Shan
Daliang Shan (大凉山,  Dàliáng Shān) ist ein Gebirge in Südwestchina. 
Es liegt auf dem Gebiet des Autonomen Bezirks Liangshan der Yi im Südwesten der chinesischen Provinz Sichuan. Sein höchster Gipfel ist der Xiaoxiang Ling mit 4791 m.
Die Chengdu-Kunming-Bahn (Cheng-Kun tielu 成昆铁路) von Chengdu nach Kunming in Yunnan führt durch das Gebirge.